# Kleinblättriger Buchsbaum

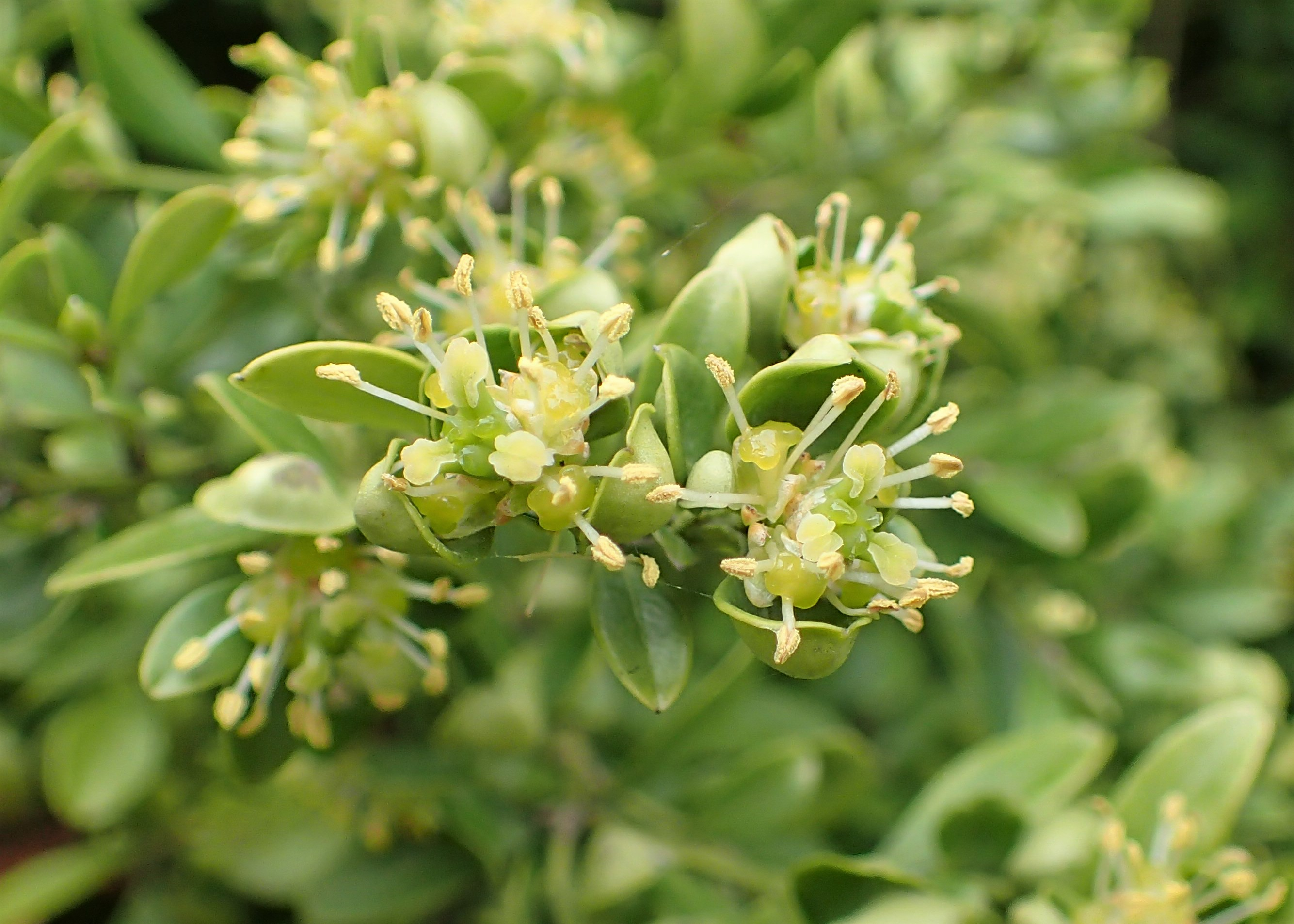
Blüten

Der Kleinblättrige Buchsbaum (Buxus microphylla) ist eine Pflanzenart aus der Gattung der Buchsbäume (Buxus) innerhalb der Familie der Buchsbaumgewächse (Buxaceae). Mehrere Varietäten sind in Ostasien (China, Japan, Korea) verbreitet. Als Zierpflanze wird sie weltweit in den gemäßigten Gebieten verwendet. Die Varietät Buxus microphylla var. japonica wird Japanischer Buchsbaum genannt.

## Beschreibung

### Vegetative Merkmale
Buxus microphylla ist ein langsamwüchsiger, immergrüner Strauch oder Zwergstrauch der bis über 1 Meter (in Kultur bis über 2 Meter) hoch wird. Die gegenständigen, kurz gestielten, ledrigen, kahlen Laubblätter sind bis 2,5 cm lang, verkehrt-eiförmig bis elliptisch oder eiförmig, mit einer runden oder eingebuchteten, manchmal stachelspitzigen Spitze. Die Blätter verfärben sich im Herbst teils gelb-braun, orange bis bronzefarben.

### Generative Merkmale
Die Blütezeit ist April bis Mai. Buxus microphylla ist einhäusig getrenntgeschlechtig (monözisch). Die Blüten sind unscheinbar, klein und gelb-grün.

## Unterschied zu anderen Arten
Vom gewöhnlichem Buchsbaum (Buxus sempervirens) lässt sie sich durch den deutlichen Blattstiel, den fehlenden herben Geruch der Blätter und den (bei den Varietäten microphylla und japonica) nicht nach unten umgebogenen Blattrand unterscheiden.

## Systematik
Die Erstbeschreibung von Buxus microphylla erfolgte auf der Basis von japanischen kultivierten Pflanzenexemplaren, deren Wildform unbekannt war.

### Varietätmicrophylla
Buxus microphylla var. microphylla, japanisch ヒメツゲ hime tsuge, ist ein kompakter und feinzweigiger Strauch und erreicht Wuchshöhen von bis zu 1 Meter. Die Laubblätter sind bei einer Länge von 1 bis 1,75 Zentimetern verkehrt-eiförmig bis lanzettlich-eiförmig. Die Herkunft ist nicht bekannt; in Japan ist sie seit etwa 1450 in Kultur.

### Varietätjaponica(Japanischer Buchsbaum)
Buxus microphylla var. japonica (Müll.Arg.) Rehder & E.H.Wilson, japanisch ツゲ tsuge Diese Varietät ist in Japan heimisch. Sie wächst als bis über 2 m hoher Strauch, in seltenen Fällen als Baum. Der Aufbau ist lockerer und die Zweige sind dicker als bei der Varietät microphylla. Der aufrechte Stamm weist einen Durchmesser von etwa 10 Zentimetern auf, und die Borke ist grauweiß bis blassbraun. Die Laubblätter sind bei einer Länge von 1 bis 1,5 Zentimetern breit-eiförmig bis eiförmig-elliptisch.

### Varietätkoreana
Buxus microphylla var. koreana Nakai ist ein dicht verzweigter, locker aufgebauter, breitbuschiger Strauch mit Wuchshöhen von bis zu 0,8 Metern. Die Laubblätter sind bei einer Länge von 1 bis 1,8 Zentimetern eiförmig bis länglich-eiförmig mit stark nach unten gebogenem Rand. Diese Varietät kommt in China und Korea vor.

### Weitere Varietäten
- Buxus microphylla var. aemulans Rehder & E.H.Wilson
- Buxus microphylla var. riparia (Makino) Makino (Japan: Honshū)
- Buxus microphylla var. tarokoensis S.Y.Lu & Yuen P.Yang[1] (Taiwan)

Pflanzenpopulationen aus China und Korea, die früher als Buxus microphylla var. sinica gelistet wurden, werden als eigenständige Art Buxus sinica angesehen.

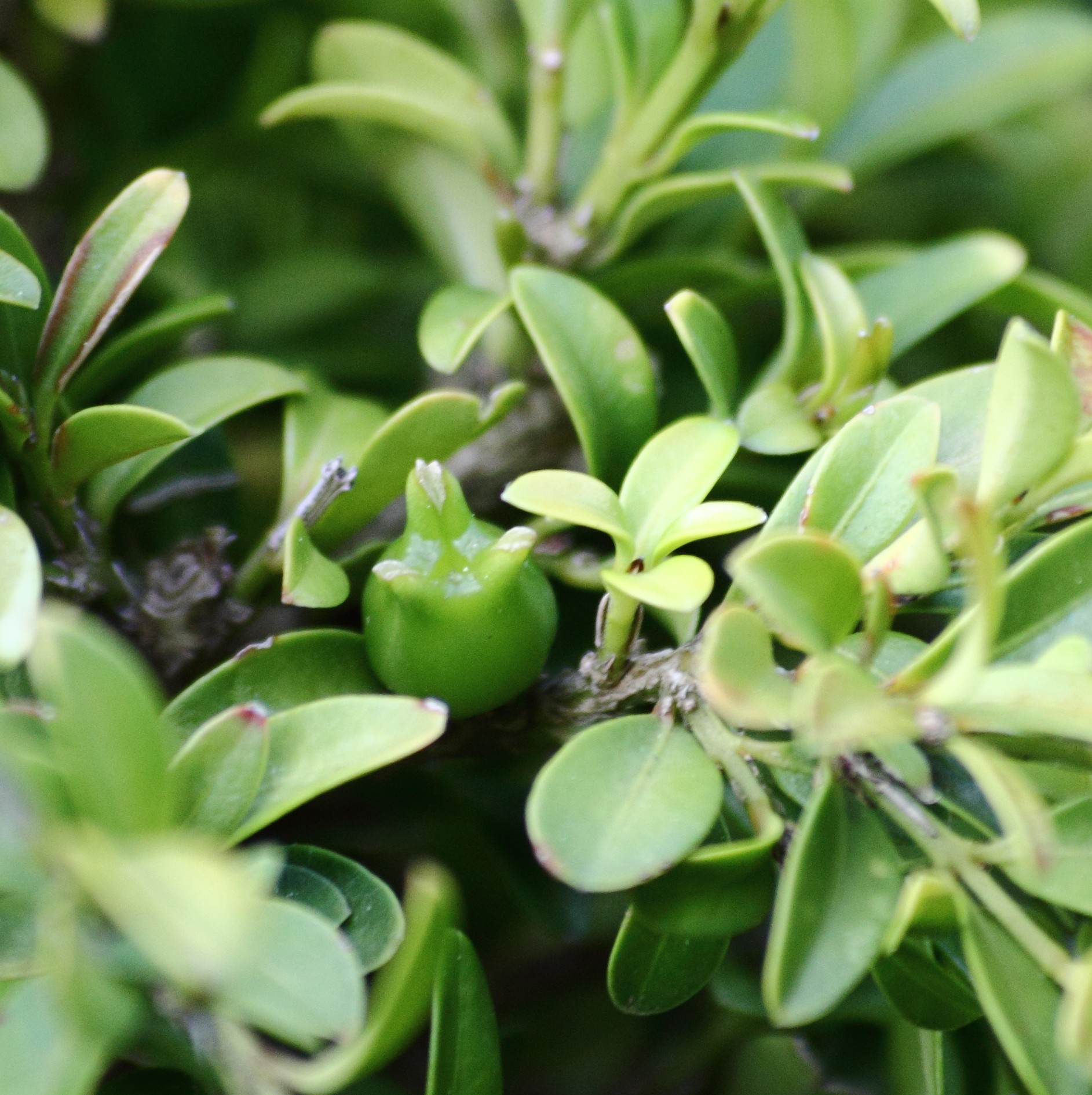
Frucht und Blätter einer Zwerg-Kulturform von Buxus microphylla (‘Hohman’s Dwarf’)
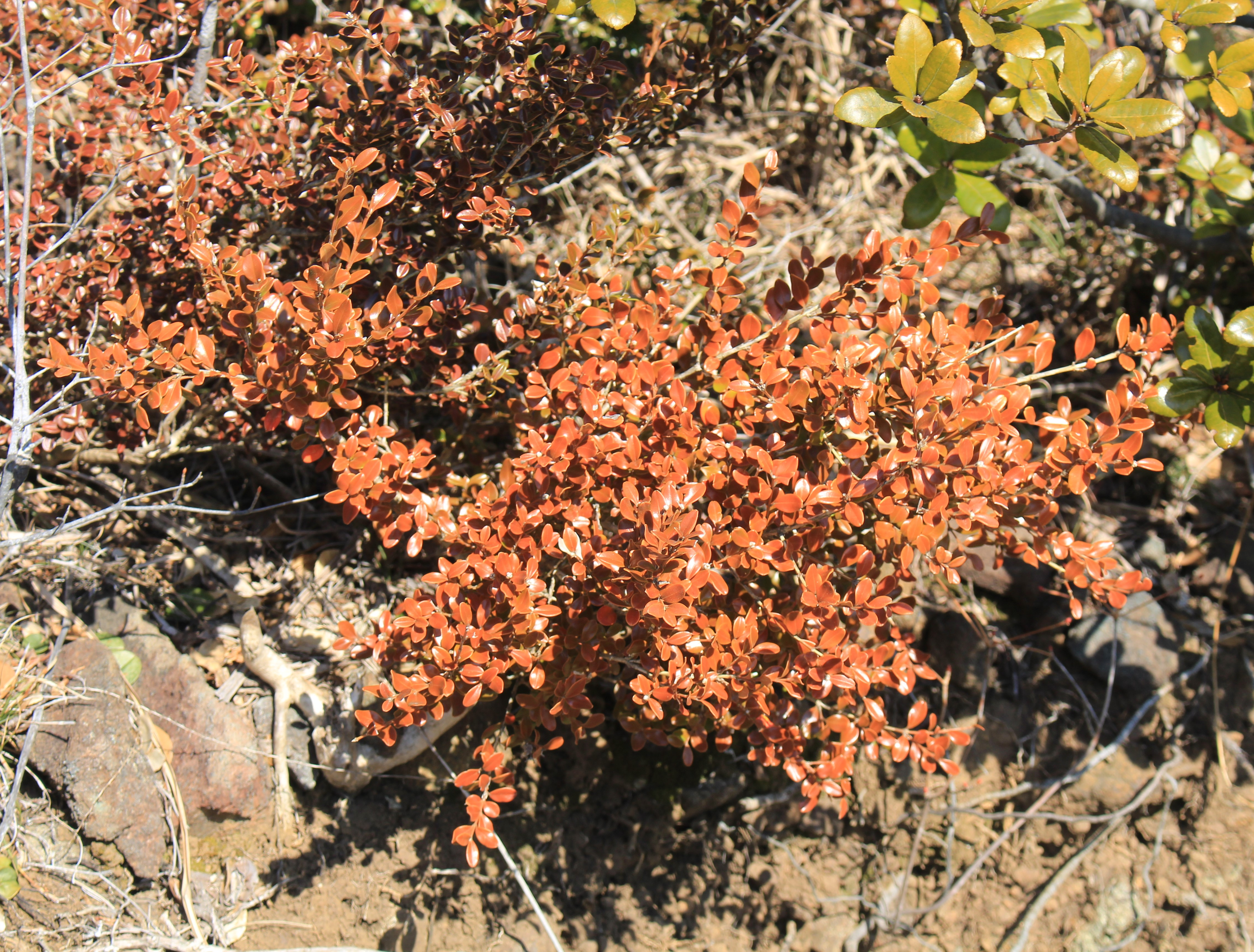
Buxus microphylla var. japonica im Herbst
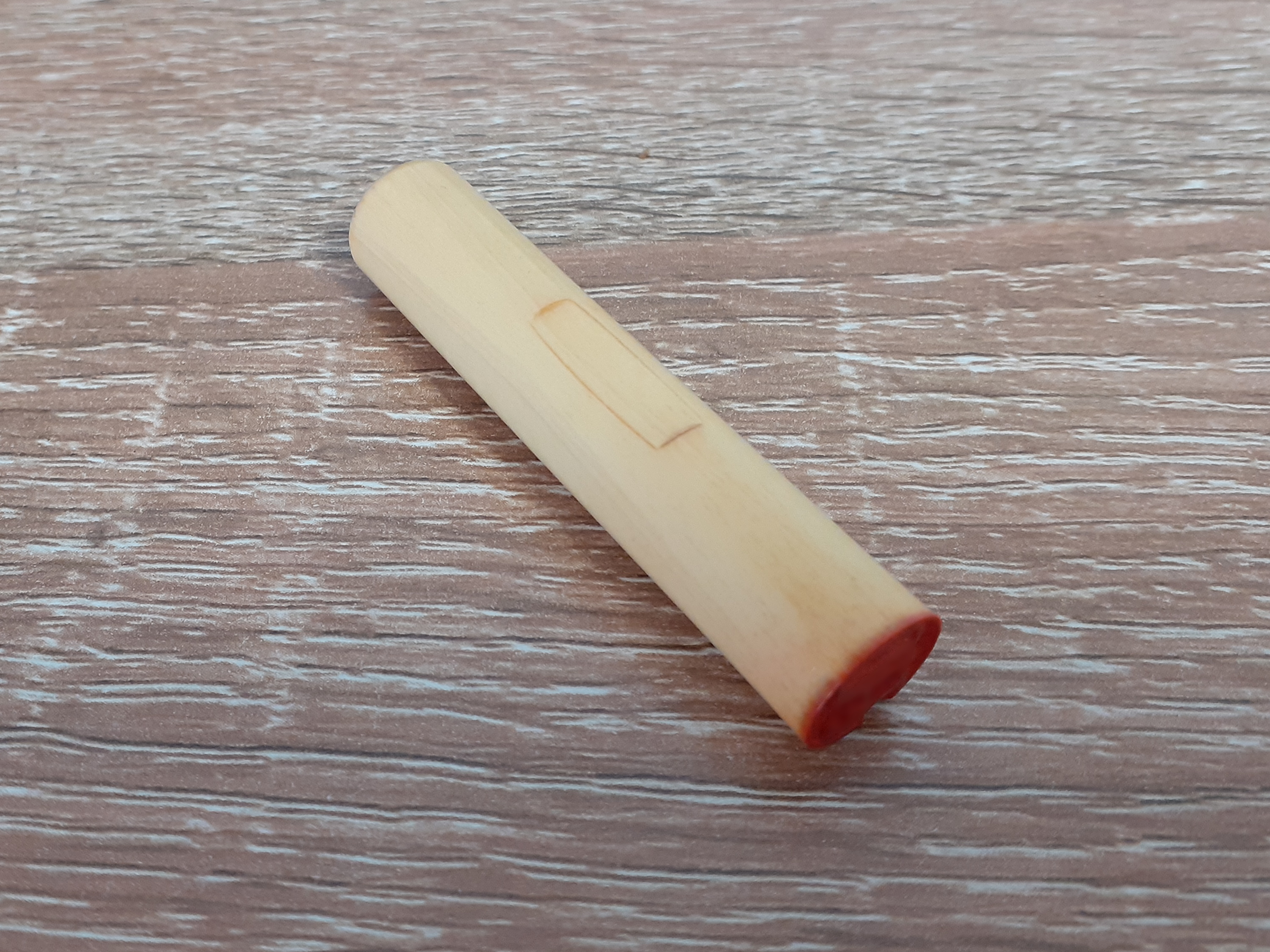
Namensstempel (Hanko) aus tsuge (Holz des Japanischen Buchsbaums)
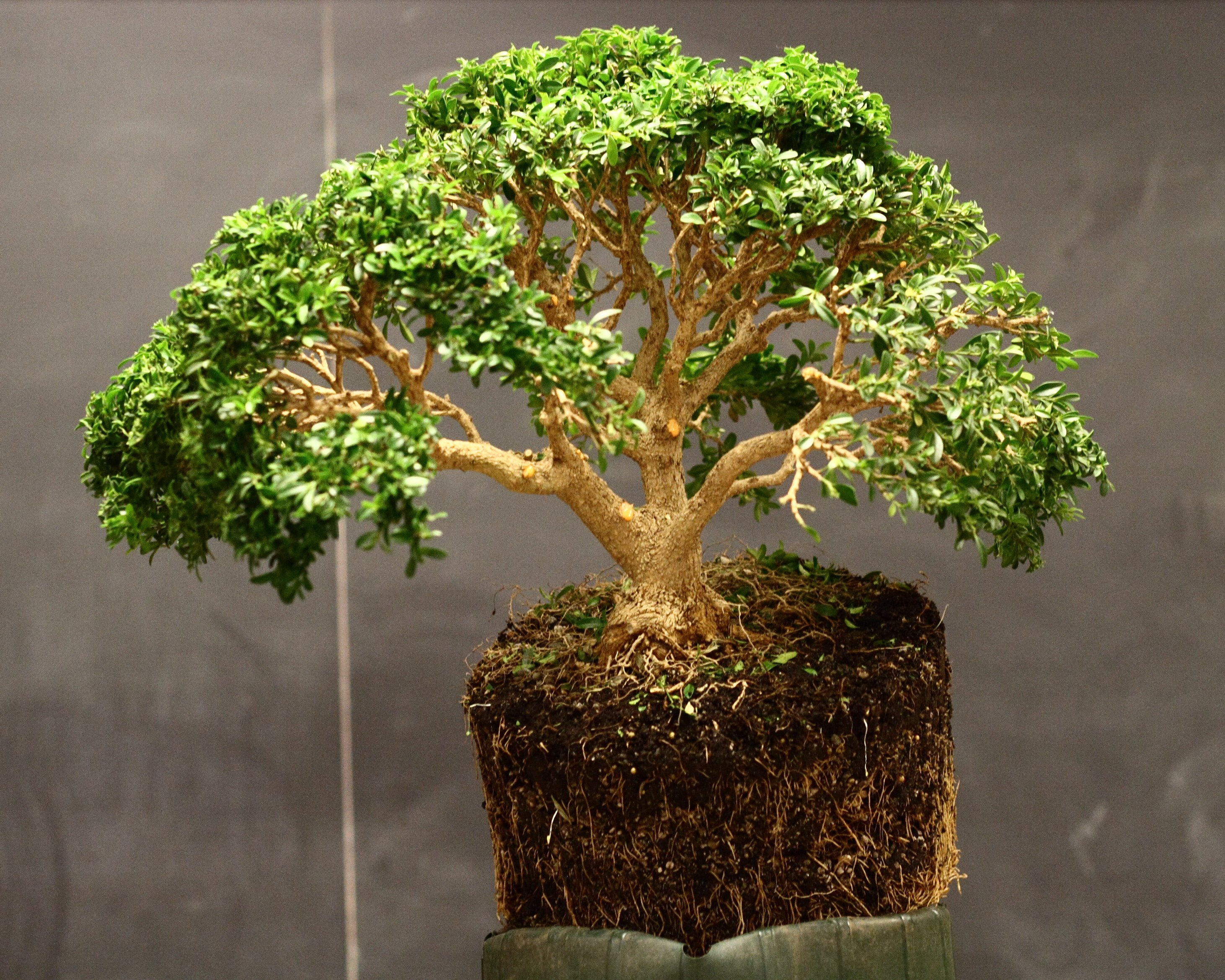
Buxus microphylla als Bonsai

## Verwendung
Buxus microphylla wird als Zierpflanze verwendet, sowohl im Gebiet ihres natürlichen Vorkommens als auch anderswo weltweit in Gegenden mit gemäßigtem Klima.
Sie ist insbesondere geeignet für Formschnitt oder niedrige Hecken. Buxus microphylla var. compacta („Kingsville dwarf boxwood“) und ähnliche Kulturvarietäten werden häufig für Bonsai verwendet.
Die Kulturvarietät ‘Faulkner’ (1 m hoch, 1,5 m breit) hat 2012 den Award of Garden Merit der britischen Royal Horticultural Society erhalten.

### Holz des Japanischen Buchsbaumes
Das im Japanischen tsuge genannte Holz des Japanischen Buchsbaums, dessen Wachstum lange dauert, ist ein Material mit feiner und dichter Maserung und gleichmäßig verteilten Tracheen. Bei der Bearbeitung ist es maßhaltig. Es ist hart und gelblich. Sein spezifisches Gewicht ist 0,8 g/cm³. Mit diesen Merkmalen ist es seit der Antike ein für handwerkliche Erzeugnisse beliebtes Material, beispielsweise für Siegel- und Namensstempel (Hanko), Shōgi-Spielsteine, Holzschnitt-Druckstöcke, Perlen für Rechenbretter (Soroban), Lauten (Shamisen) und Plektren, Skulpturen, Broschen und Möbeln mit Holzverbindungen. In der heutigen Zeit sind tsuge-Shōgi-Spielsteine hochwertige Gegenstände und gelten als wertvoll für Kunsthandwerk und bildende Kunst.
Das Holz eignet sich insbesondere für Artikel, die Festigkeit und geringe Fehlertoleranzen erfordern. Es eignet sich allgemein als bestes Stanzmaterial, Briefstempelmaterial und Gravurmaterial. Es ist auch ein wichtiger Bestandteil von Zeichenmaschinen, Vermessungswerkzeugen usw. und wurde früher für Zahnersatz verwendet. In Druckstöcke, die ansonsten hauptsächlich aus Kirschbaumholz bestanden, wurde Buchsbaumholz für die Teile eingebettet, die fein geschnitzt werden müssen, wie beispielsweise die Haare einer Person.